# 도쿠아미 시게루
도쿠아미 시게루(일본어: 徳網 茂, 1924년 3월 30일 ~ 1976년 5월 23일)는 일본의 전 프로 야구 선수이자 야구 지도자이다. 교토부 출신이며 현역 시절 포지션은 포수였다.

## 인물
교토 상업학교(구제) 시절에는 포수로서 활약, 간다 다케오 투수와 배터리를 짜며 1939년 여름에 열린 제25회 전국 중등 학교 우승 야구 대회부터 1940년 여름에 열린 제26회 전국 중등 학교 우승 야구 대회까지 3시즌 연속으로 고시엔 대회에 출전했다. 1940년 봄에 개최된 제17회 선발 중등 학교 야구 대회에서는 3번 타자로 활약하며 팀을 준우승으로 이끌었다. 그 후 도시샤 대학에 진학했고 대학 동기로는 훗날 이케다 고등학교(도쿠시마현에 위치)를 이끌고 고시엔 대회에서 우승을 이끌었던 감독 쓰타 후미야, 3년 선배인 와타나베 히로유키, 1년 후배인 이치이 신페이가 있는데 와타나베, 이치이 등 두 선수와는 나중에 오사카 타이거스에서도 팀 동료가 됐다. 도시샤 대학을 졸업한 후에는 사회인 야구팀인 다이요 어업(현: 마루하) 소속으로 도시 대항 야구에도 출전했다.
1949년에는 이듬해(1950년) 창단될 예정인 마이니치 오리온스에 입단이 정해졌는데 그리고 곧바로 오사카 타이거스의 주전 포수 도이가키 다케시가 10년 선수 제도에 의해서 마이니치 오리온스에 이적하기로 결정된 것이다. 이에 따라, 1950년 리그 시작 전에 오다테 이사오와의 1대 1 맞트레이드로 오사카 타이거스에 이적했다. 프로 1년차(1950년)부터 135경기에 출전, 신인으로서의 구단 기록인 69타점을 남기는 등 선발로서의 지위를 확립했다. 이후 1956년 이시가키 가즈오에게 주전을 빼앗기까지 주전 포수 자리를 지켰고 1959년 시즌 끝으로 현역에서 은퇴했다.
은퇴 후 모교이자 교토 상업학교의 계열 학교인 교토가쿠엔 대학의 강사가 됐으며 이 대학의 야구부 감독도 맡았다. 1976년 5월 23일에 향년 52세의 나이로 사망했다.

## 상세 정보

### 출신 학교
- 구제 교토 상업학교
- 도시샤 대학

### 선수 경력
- 다이요 어업
- 마이니치 오리온스(1950년)
- 오사카 타이거스(1950년 ~ 1959년)

### 개인 기록
- 올스타전 출장 : 4회(1951년, 1953년, 1954년, 1955년)

### 등번호
- 13(1950년 ~ 1959년)

### 연도별 타격 성적
| 연 도       | 소 속       | 경 기 | 타 석 | 타 수 | 득 점 | 안 타 | 2 루 타 | 3 루 타 | 홈 런 | 루 타 | 타 점 | 도 루 | 도 루 자 | 희 생 번 | 희 생 플 | 볼 넷 | 고 4 | 사 구 | 삼 진 | 병 살 타 | 타 율 | 출 루 율 | 장 타 율 | O P S |
| ----------- | ----------- | ----- | ----- | ----- | ----- | ----- | ------- | ------- | ----- | ----- | ----- | ----- | -------- | -------- | -------- | ----- | ---- | ----- | ----- | -------- | ----- | -------- | -------- | ----- |
| 1950년      | 오사카      | 135   | 521   | 487   | 53    | 122   | 20      | 5       | 2     | 158   | 69    | 12    | 1        | 5        | --       | 29    | --   | 0     | 29    | 10       | .251  | .293     | .324     | .617  |
| 1951년      | 오사카      | 101   | 301   | 277   | 32    | 70    | 13      | 0       | 1     | 86    | 32    | 5     | 0        | 8        | --       | 15    | --   | 1     | 16    | 12       | .253  | .294     | .310     | .604  |
| 1952년      | 오사카      | 112   | 337   | 311   | 36    | 78    | 6       | 3       | 2     | 96    | 34    | 6     | 1        | 9        | --       | 16    | --   | 1     | 18    | 2        | .251  | .290     | .309     | .598  |
| 1953년      | 오사카      | 108   | 370   | 353   | 27    | 100   | 14      | 2       | 1     | 121   | 33    | 4     | 2        | 9        | --       | 8     | --   | 0     | 18    | 3        | .283  | .299     | .343     | .642  |
| 1954년      | 오사카      | 107   | 292   | 268   | 21    | 72    | 6       | 1       | 0     | 80    | 24    | 6     | 2        | 8        | 1        | 15    | --   | 0     | 13    | 5        | .269  | .307     | .299     | .606  |
| 1955년      | 오사카      | 105   | 304   | 287   | 11    | 63    | 6       | 3       | 0     | 75    | 20    | 3     | 3        | 3        | 5        | 8     | 2    | 1     | 13    | 9        | .220  | .243     | .261     | .505  |
| 1956년      | 오사카      | 45    | 86    | 83    | 2     | 14    | 1       | 0       | 1     | 18    | 6     | 1     | 0        | 1        | 0        | 2     | 0    | 0     | 5     | 1        | .169  | .188     | .217     | .405  |
| 1957년      | 오사카      | 15    | 22    | 20    | 1     | 8     | 0       | 0       | 0     | 8     | 2     | 0     | 0        | 1        | 1        | 0     | 0    | 0     | 3     | 1        | .400  | .400     | .400     | .800  |
| 1958년      | 오사카      | 52    | 116   | 113   | 4     | 15    | 0       | 0       | 0     | 15    | 6     | 0     | 0        | 1        | 0        | 2     | 0    | 0     | 6     | 5        | .133  | .148     | .133     | .281  |
| 1959년      | 오사카      | 2     | 2     | 1     | 0     | 0     | 0       | 0       | 0     | 0     | 0     | 0     | 0        | 1        | 0        | 0     | 0    | 0     | 0     | 0        | .000  | .000     | .000     | .000  |
| 통산 : 10년 | 통산 : 10년 | 782   | 2351  | 2200  | 187   | 542   | 66      | 14      | 7     | 657   | 226   | 37    | 9        | 46       | 7        | 95    | 2    | 3     | 121   | 48       | .246  | .279     | .299     | .577  |